# Oncideres pulchella
Oncideres pulchella là một loài bọ cánh cứng trong họ Cerambycidae.